# Gruna
Gruna är en ort i Tjeckien.   Den ligger i regionen Pardubice, i den östra delen av landet, 170 km öster om huvudstaden Prag. Gruna ligger 401 meter över havet och antalet invånare är 164.
Terrängen runt Gruna är kuperad åt sydost, men åt nordväst är den platt. Runt Gruna är det ganska glesbefolkat, med 27 invånare per kvadratkilometer. Närmaste större samhälle är Svitavy, 19,7 km väster om Gruna. Trakten runt Gruna består till största delen av jordbruksmark.